# Pony
En pony er en lille hest som er under 148 cm høj, målt over manken. Der findes forskellige ponyracer, der opdeles i forskellige underkategorier.
Ponyer har en kraftigere man, pels og hale end heste. De har proportionelt kortere og kraftigere ben, bredere brystparti, kraftigere skelet samt kraftigere, men kortere hoveder.
Ponyer stammer fra vilde hesteracer, der har udviklet størrelse efter deres omgivelser. De er tæmmet og videreudviklet gennem avl, specielt i nordeuropæiske lande og regioner som Norge, Island, Irland, Shetland og Skotland.
I henhold til Dansk Rideforbunds regler, må en pony have et stangmål på maksimalt 148 cm uden sko. Ponyerne opdeles i tre forskellige kategorier baseret på størrelse.
Som udgangspunkt er heste højere end ponyer, men der er undtagelser. Eksempelvis bliver en falabellaheste betegnet som en hest, og en shetlænder som en pony, selvom sidstnævnte er højest. 
Ponyer har desuden ry for at have et lidt mildere temperament end heste. 
Der kan endvidere være nogle økonomiske fordele ved at eje en pony frem for en hest. Fx behøver en pony generelt mindre staldplads og mindre foder end en hest.

## Eksempler på ponyracer
- Amerikansk walking pony
- Connemara
- Shetlandspony
- New Forest-pony
- Gotlandsruss
- Welsh Mountain pony
- Fjordhest
- Welsh pony